# Weidenfeld & Nicolson
Pour les articles homonymes, voir Nicolson.
Weidenfeld & Nicolson (souvent abrégé en W&N ou Weidenfeld) est une maison d'édition britannique qui fait partie de l'Orion Publishing Group.

## Histoire
La maison d'édition Weidenfeld & Nicolson fondée à la fin des années 1940 par George Weidenfeld et Nigel Nicolson, s'est rendue célèbre en publiant des best-sellers controversés tels que Lolita de Vladimir Nabokov (1959) ou Portrait d'un mariage (1973), essai de Nigel Nicolson sur ses parents, Vita Sackville-West et Harold Nicolson. Nigel Nicolson dirigea la maison d'édition de 1948 à 1992. Il rachète en 1988 la maison fondée par J. M. Dent.
Les premières années, Weidenfeld publia entre autres des essais d'Isaiah Berlin, Hugh Trevor-Roper et Rose Macaulay, ainsi que des romans de Mary McCarthy et Saul Bellow. Les années suivantes, la maison a ajouté la parution de « beaux livres » à ses collections de littérature, d'histoire et de politique.
N'étant plus indépendant, Weidenfeld a été l'une des premières acquisitions d'Orion Publishing après la création du groupe en 1991, et s'est développé d'une manière significative après ce rachat, puis après le rachat d'Orion par Hachette Livre en 1998.